# TAGS
Cet article court présente un sujet plus développé dans : tellurure et thermoélectricité.
En science des matériaux, TAGS est un acronyme issu de l'anglais désignant un type de solution solide de tellurures d'antimoine (Sb2Te3), de germanium (GeTe) et d'argent (Ag2Te). Ces matériaux sont utilisés comme branche p de thermocouples, principalement avec le tellurure de plomb (PbTe) côté n, pour leur effet thermoélectrique.
On retrouve notamment les TAGS dans les générateurs thermoélectriques à radioisotope actuellement utilisés par la NASA pour alimenter ses sondes spatiales (systèmes MMRTG par exemple, tel celui équipant l'astromobile Mars Science Laboratory).